# Leka Zogu (ur. 1982)
Leka Anwar Zog Reza Baudouin Msiziwe Zogu (ur. 26 marca 1982 w Sandton) – polityk albański, wnuk króla Albanii Zogu I, syn tytularnego króla Leki Zogu i jego żony Susan Cullen-Ward.

## Edukacja
Ukończył St Peter's College w Johannesburgu (1996–2000). W 2004 odbył trzymiesięczny kurs w akademii wojskowej „Skenderbeg” w Tiranie. W latach 2004–2005 studiował w Royal Military Academy w Sandhurst w Wielkiej Brytanii, którą ukończył z wyróżnieniem, jako najlepszy zagraniczny student. Ukończył również studia na Università per Stranieri w Perugii. Płynnie posługuje się językami: albańskim, angielskim, francuskim, włoskim i zuluskim.

## Działalność społeczna i polityczna
Książę Leka współpracuje z organizacjami pozarządowymi, w tym humanitarnymi na terenie Albanii (m.in. MJAFT!). Znane są jego sympatie dla niepodległego Kosowa oraz związki z władzami w Prisztinie. Królewski Uniwersytet Ilirii, prywatna szkoła wyższa w Prisztinie, objęta jest patronatem albańskiej rodziny królewskiej.
Zamieszkał w Albanii, gdzie zajął się działalnością polityczną. W 2007 r. rozpoczął pracę w albańskim Ministerstwie Spraw Zagranicznych.

## Życie prywatne
Od 2016 książę Leka II jest żonaty z Elią Zaharią. W 2020 roku na świat przyszło ich pierwsze dziecko, Geraldine, nazwana na cześć królowej Albanii, Geraldine.